# (99942) Apophis
Ne doit pas être confondu avec le système stellaire 2XMM J160050.7−514245, officieusement nommé Apep.
Pour les articles homonymes, voir Apophis (homonymie).
(99942) Apophis (désignation provisoire 2004 MN4) est un astéroïde géocroiseur, de type Sq, qui est découvert le 19 juin 2004. Mesurant environ 325 mètres de diamètre et d'une masse d'environ 40 à 50 millions de tonnes, il suit une orbite proche de celle de la Terre qu'il croise deux fois à chacune de ses révolutions.
Les analyses montrent qu'il devrait se rapprocher de la Terre en 2029, à environ 31 600 km de notre planète, même si les premières observations de l'astéroïde donnaient une probabilité non négligeable d'une collision avec la Terre. 
Le 10 janvier 2013, après le passage d'Apophis près de la Terre le 9 janvier, les scientifiques de la NASA estiment, d'après des observations au radar, que l'astéroïde n'entrera pas non plus en collision avec la Terre en 2036,.
L'astéroïde est en conséquence classé au niveau 0 sur l'échelle de Turin.

## Observations
(99942) Apophis est découvert le 19 juin 2004 par Roy Tucker, David Tholen et Fabrizio Bernardi de l'UHAS (University of Hawaii Asteroid Survey), depuis l'Observatoire de Kitt Peak en Arizona et il est observé durant deux nuits. Le 18 décembre 2004, l'objet est de nouveau étudié depuis l'Australie par Gordon Garrad du Siding Spring Survey. D'autres observations les jours suivants à travers le monde permettent au Centre des planètes mineures de confirmer la relation existant entre cet astéroïde et celui découvert en juin. Le système automatique Sentry de calcul de la NASA peut ainsi calculer la trajectoire prévisible de l'astéroïde et en déduire la possibilité d'un impact le vendredi 13 avril 2029. Cependant, grâce à de nouvelles observations, il semble  qu'Apophis ne passera qu'à 32 000 km environ de la Terre à cette même date, soit un peu moins que l'altitude des satellites géostationnaires. D'autres risques de collisions sont prévus pour 2068, 2085 ou 2088, mais leur probabilité est infime.
Début 2013, Apophis s'approche de la Terre, la distance minimale entre les deux astres étant atteinte dans la nuit du 9 au 10 janvier avec 14,5 millions de kilomètres, soit un peu moins du dixième de la distance entre la Terre et le Soleil ou encore une quarantaine de fois la distance Terre-Lune. À cette occasion, de nouvelles mesures sont effectuées, ce qui permet de corriger son diamètre qui gagne 20 % de sa valeur d'origine, sa masse ou son volume qui gagne 75 % et un albédo qui se révèle moindre de 0,1 point.
Les autorités chinoises annoncent qu'elles espérent explorer cet astre avec la sonde Chang'e 2 après sa visite de (4179) Toutatis et (12711) Tukmit.

## Caractéristiques

Déplacement par rapport aux étoiles de (99942) Apophis.

Jusqu'à début janvier 2013, il est estimé que l'astéroïde a un diamètre de 270 ± 60 mètres,,,, (230 à 350 m d'après les estimations initiales), même si des estimations plus importantes sont déjà mentionnées (320 m, par exemple). Sa densité est estimée à 2,7 (valeur nominale ; intervalle 2,3~3,1), et sa masse est alors estimée autour de 21~28 millions de tonnes, avec néanmoins un intervalle de confiance s'étalant entre 10 et 70 millions de tonnes. Son albédo est estimé autour de 0,33,, (0,30~0,35).
Cependant, à l'occasion de son passage à proximité de la Terre en janvier 2013, un nouveau calcul du diamètre de l'astéroïde aboutit à la valeur plus précise de 325 ± 15 mètres,,, soit 20 % de plus que précédemment (mais restant néanmoins dans les barres d'erreur de l'ancienne estimation). La masse se voit donc également réévaluée et majorée de 75 %,,, pour une valeur atteignant entre 40 et 50 millions de tonnes (4 et 5 × 1010 kg), valeur à prendre néanmoins avec précaution étant donné qu'elle n'est connue qu'à un facteur 3 près environ. Son albédo se voit réévalué à 0,23 soit 0,1 point de moins que jusqu'alors,.
Le spectre de réflectance infrarouge d'Apophis indique que sa surface est constituée à 53,4 ± 6 pds % d'olivine et à 35,6 ± 2 pds % de pyroxène. Les météorites qui s'en approchent le plus sont les chondrites ordinaires de type LL.

## Trajectoire

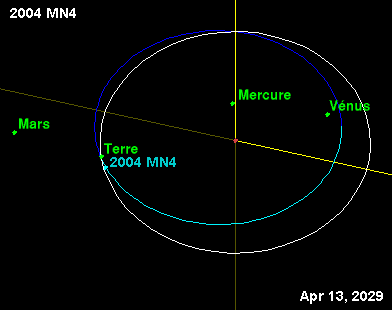
Trajectoires de (99942) Apophis et de la Terre ; estimation au 13 avril 2029.

Apophis suit une orbite proche de celle de la Terre, qu'il croise deux fois à chacune de ses révolutions de 323 jours. Lors de ses passages à proximité de la Terre, sa vitesse relative est d'environ 5 km/s soit 18 000 km/h.
L'astéroïde est ainsi passé dans la nuit du 9 au 10 janvier 2013 à 14,4 millions de kilomètres de la Terre,, une distance quarante fois plus importante que celle qui nous sépare de la Lune et qui ne cause absolument aucun danger.
En octobre 2020, les chercheurs de l'université d'Hawaï révèlent qu'Apophis dévie de son orbite de 170 mètres par an sous l'effet Yarkovsky, selon lequel un corps céleste reçoit une faible impulsion en raison du rayonnement thermique de la surface qui se réchauffe pendant la journée et se refroidit la nuit, rendant possible une collision avec la Terre.

### Risques d'impact

#### Risques estimés pour 2029

Trajectoire d'Apophis en 2029 par rapport à la Terre et à la Lune ; la barre blanche figure l'incertitude de position au plus près de la Terre.

En 2004, les calculs indiquent qu'il se situerait en 2029 au plus près de la Terre au quart de la distance Terre-Lune. Il était classé à quatre sur l'échelle de Turin avec une chance sur 37 de percuter la Terre en 2029. Des observations et des calculs ultérieurs permettent d'affiner la prévision et ensuite le risque d'impact est écarté, à condition toutefois que l'astéroïde ne se disloque pas d'ici là.
Dans l’hypothèse la plus défavorable, le risque d'impact serait de 1 au maximum sur l'échelle de Turin, avec les conséquences locales décrites ci-dessous.
Sa luminosité sera suffisante pour être vu à l'oeuil nu depuis la terre, et notamment de la France.

#### Risques estimés pour 2036
La NASA estime dans un article régulièrement mis à jour « que de nouvelles mesures possibles en 2013 (voire dès 2011) confirmeraient sûrement qu'en 2036 Apophis passerait à plus de 49 millions de kilomètres (0,32 ua) de la Terre le dimanche 13 avril ». Le 10 janvier 2013, après le passage d'Apophis près de la Terre le 9 janvier, les scientifiques de la NASA estiment, d'après des observations au radar, que l'astéroïde n'entrera pas en collision avec la Terre en 2036,.
Mais si, le 13 avril 2029, il passe dans une zone de l'espace large de 600 m, baptisée le trou de la serrure, il risque de percuter la Terre à son passage suivant le 13 avril 2036.
Un risque limité de collision est envisagé pour le 13 avril 2036. Selon les experts du programme NEO du Jet Propulsion LaboratoryJPL, il est de une chance sur 233 000, soit le risque d'impact de 0 sur l'échelle de Turin, autrement dit, quasiment nul[réf. nécessaire].
Ces données sont affinées dans les années suivantes, car elles sont toujours incertaines du fait que l'orbite d'Apophis, comme celle de tous les autres corps, est sensible aux conditions initiales en vertu des « lois du chaos » et est affectée par les perturbations gravitationnelles engendrées par les autres corps du Système solaire et les effets thermiques.

### Méthodes de déviation envisagées
À l'occasion de la découverte de l'astéroïde, des chercheurs proposent des moyens de le dévier de sa trajectoire s'il s'avére qu'il risque bien de rencontrer la Terre. On suggère, par exemple, l’envoi, en 2027, d’un vaisseau d’environ une tonne et de la taille d’un module lunaire à proximité d’Apophis. La gravité exercée par ce vaisseau sur l’astéroïde ferait dévier suffisamment sa trajectoire pour l’écarter de celle de la Terre. C'est un concept similaire à la mission DART en 2022.

### Effets d'un hypothétique impact avec la Terre

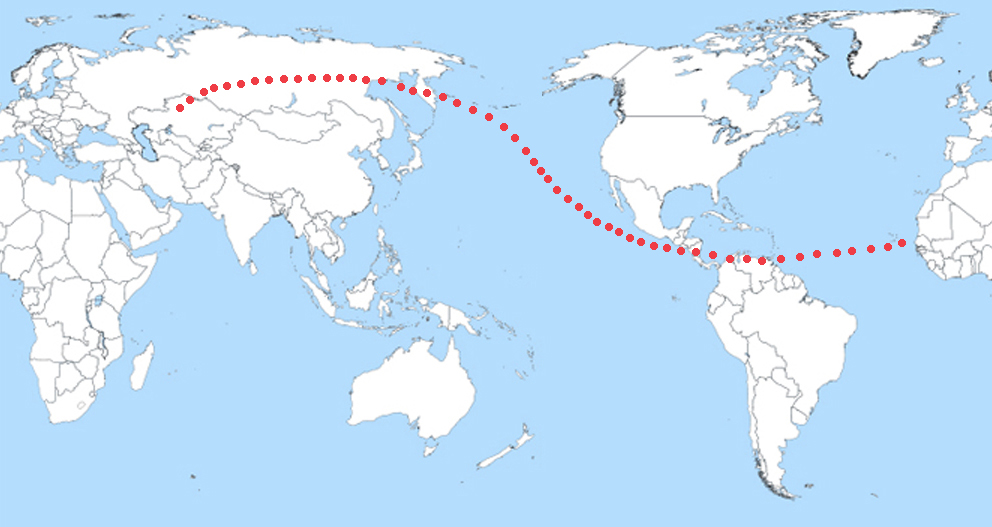
Zone possible d'impact en 2036 telle que simulée avant que la NASA n'exclue toute possibilité d'impact.

Avant que la NASA n'exclue en 2013 toute possibilité de collision avec la Terre, de nombreuses simulations sont faites sur les effets d'un hypothétique impact.
Si l'astéroïde suit une trajectoire de collision avec la Terre, sa vitesse au moment de l'impact serait d'environ 12,62 km/s. Connaissant ses paramètres physiques, les astronomes estiment qu'une collision avec la Terre dégagerait une énergie pouvant atteindre l'équivalent de 750 mégatonnes (750 millions de tonnes) de TNT, soit 13 fois plus que la Tsar Bomba, la bombe nucléaire la plus puissante testée.
S'il tombe au large de la Californie, par exemple, les simulations présentées sur le site de la Planetary Society indiquent que le tsunami formerait une vague de 170 m de hauteur qui déferlerait à 100 km/h sur les mégapoles, la vague engloutissant les habitations.
S'il percute le sol sans se désagréger, dans le pire des cas (impact d'une sidérite sur une mégalopole) il provoquerait des dégâts importants dans un rayon qui pourrait dépasser plusieurs centaines de kilomètres et tuer plusieurs millions d'habitants. En raison de la poussière libérée dans l'atmosphère, il pourrait en résulter un hiver d'impact (du moins dans l'hémisphère touché) qui pourrait durer plusieurs mois.
Toutefois, tous ces scénarios catastrophes et notamment leur amplitude ne reposent que sur des spéculations concernant le lieu d'un éventuel crash, et des calculs sur la force de l'impact au vu des données concernant la nature de l’astéroïde.
La surface de la Terre étant constituée à 70 % de mers, un impact maritime est probable et pourrait provoquer d'importants dommages (tsunami notamment), sans pour autant avoir des conséquences majeures sur les populations humaines.
En tout état de cause, l'astéroïde mesurant moins d'un kilomètre de diamètre, son impact n'aurait que des conséquences « régionales », contrairement à celui qui a créé le cratère de Chicxulub au Mexique, dont le diamètre était environ 30 fois plus grand (supérieur à dix kilomètres) et que l'on juge responsable de l'extinction des dinosaures non aviens.

## Exploration
Rapid Apophis Mission for Space Safety, plus communément désignée par son acronyme RAMSES, est une mission spatiale de l'Agence spatiale européenne dont l'objectif est d'effectuer un rendez-vous avec l'astéroïde géocroiseur (99942) Apophis qui passera à 32 000 kilomètres (0,08 distance lunaire) de la surface de la Terre le 13 avril 2029. L'engin spatial, qui se placera à proximité de l'astéroïde deux mois avant son passage le plus proche de la Terre et restera près de celui-ci jusqu'en août 2029, doit étudier les modifications induites par les forces de marée que subira l'astéroïde lors de ce passage, lesquelles affecteront la rotation et l'orientation d'Apophis et pourraient produire des mouvements de surface et internes. La mission contribuera à déterminer la réponse d'un astéroïde soumis à des forces extérieures et fournira des informations sur sa composition, sa structure interne, sa cohésion, sa masse, sa densité et sa porosité. L'agence spatiale américaine, la NASA, a prévu également d'étudier Apophis avec la mission OSIRIS-APEX qui n'est autre que la sonde spatiale OSIRIS-REx dont la mission est étendue à la visite d'Apophis en 2029. Mais celle-ci n'arrivera sur l'astéroïde que quelques semaines après le passage le plus proche de la Terre, et étudiera les conséquences potentielles à long terme.

## Dans la culture

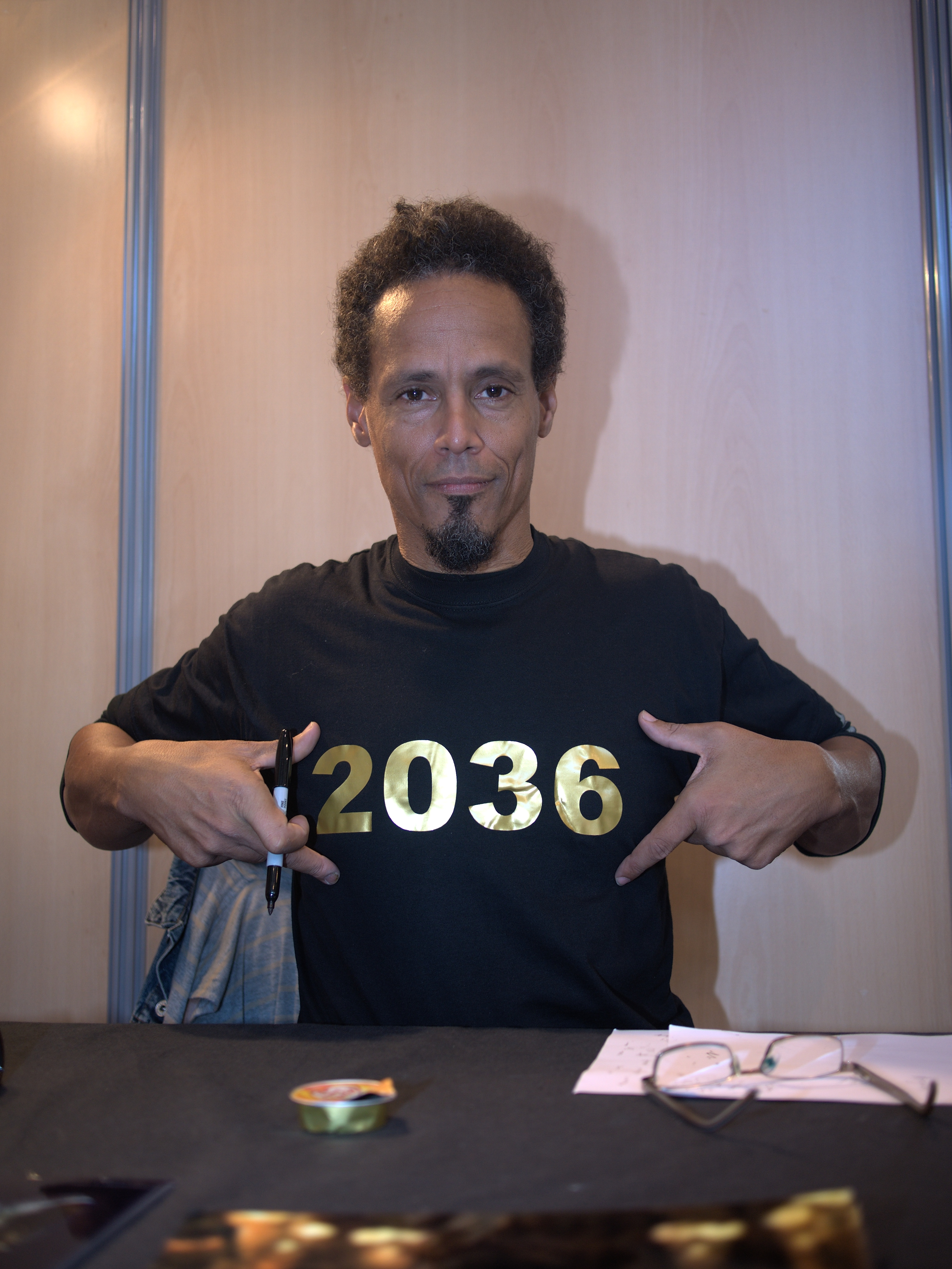
Peter Williams, l'acteur interprétant Apophis dans Stargate SG-1, au Toulouse Game Show en 2010.

Le nom donné à l'astéroïde fait référence au dieu du chaos dans la mythologie égyptienne, mais surtout à l'antagoniste majeur du même nom de la série télévisée Stargate SG-1 dont les découvreurs sont fans.
Le jeu vidéo Rage d'id Software se déroule en 2135 dans un monde dévasté par l'impact d'Apophis avec la Terre en 2029.
La chute d'Apophis sur Terre, à la suite de plusieurs tentatives d'interception restées vaines, est le moment charnière (et le vrai point de départ) du livre L'Anomalie du Centaure de C. P. Rigel.